# Raymond Kopa
Vous lisez un « bon article » labellisé en 2010.
Pour les articles homonymes, voir Kopa.
Raymond Kopaszewski, dit Raymond Kopa, né le 13 octobre 1931 à Nœux-les-Mines (Pas-de-Calais) et mort le 3 mars 2017 à Angers (Maine-et-Loire), est un footballeur international français qui évolue principalement au poste de milieu offensif du début des années 1950 jusqu'à la fin des années 1960.
Il commence le football en amateur dans le club de sa ville natale, l'US Nœux-les-Mines. Après avoir terminé deuxième du concours du jeune footballeur 1949, Raymond Kopaszewski est repéré par Angers SCO. Il y joue deux saisons et devient Kopa avant de partir pour le Stade de Reims. Entre 1951 et 1956, il remporte de nombreux trophées sur la scène nationale avec l'équipe champenoise avant d'échouer en finale de la Coupe d'Europe contre le Real Madrid en 1956, quelques semaines avant d'être transféré dans le club espagnol. Il joue trois saisons à Madrid, ne perdant qu'une seule rencontre à domicile et remportant trois Coupes d'Europe et deux championnats d'Espagne. Après trois années en Espagne, il choisit de revenir à Reims, où il reste jusqu'à la fin de sa carrière en 1968.
En équipe de France, Raymond Kopa joue 45 matchs et inscrit 18 buts entre 1952 et 1962. Il participe à la Coupe du monde 1954, puis à celle de 1958 lors de laquelle la France termine troisième. À six reprises, il est capitaine de l'équipe nationale. Considéré comme étant un des meilleurs joueurs français de l'histoire du football, Raymond Kopa est élu Ballon d'or en 1958. Il est le troisième joueur et le premier Français à recevoir cette distinction.
Joueur vedette de son époque, Raymond Kopa utilise son image de première célébrité du football français pour militer pour les droits des joueurs de football et lutte pour l'obtention du contrat à temps. Il utilise également son image et son nom pour réussir sa reconversion professionnelle. À la tête du groupe Kopa, il devient homme d'affaires et le reste jusqu'à sa retraite en 1991. Consultant médiatique épisodiquement, le Napoléon du football passe la fin de sa vie entre la Corse et Angers.

## Biographie

### Enfance et jeunesse: le football dans la rue
Raymond Kopaszewski est né dans une famille de mineurs. Ses grands-parents paternels sont venus de Pologne en France en 1919 avec quatre enfants, dont le père de Raymond, François, alors âgé de 13 ans. Ce dernier s'installe dans le Pas-de-Calais, à Nœux-les-Mines, entre Lens et Béthune, dans une région minière. Comme la majeure partie des quelque 6 000 autres immigrants polonais de l'après-guerre, les Kopaszewski préservent leur langue et leur forte foi catholique, alors que les plus jeunes membres de la famille s'intègrent dans le mode de vie français. Sa mère, Hélène, d'origine polonaise, vient elle aussi d'une famille de mineurs depuis au moins trois générations. À l'école, Kopaszewski a des difficultés, il se dit « ni doué pour les mathématiques, ni pour l'histoire, ni pour le reste », d'autant plus qu'à son domicile, la langue parlée est le polonais. À partir de l'âge de 5 ans et pendant tout le reste de son enfance, il passe beaucoup de temps à jouer des matchs de football, le matin à l'école, l'après-midi dans le jardin de ses parents, le dimanche pendant la mi-temps sur le terrain des seniors et lors des réunions de famille dans leur maison à Mazingarbe,,.
À 8 ans, Raymond Kopaszewski crée sa première équipe de football, dans la rue, principalement avec des Polonais, mais aussi quelques Français et Italiens. L'équipe du Chemin-Perdu se fait rapidement une solide réputation dans les corons. Les dribbles de Raymond lui permettent de se faire remarquer par le club de football local, l'US Nœux-les-Mines, qu'il intègre en 1941 à l'âge de 10 ans.
Pendant la Seconde Guerre mondiale, entre 1940 et 1944, le Nord de la France est sous occupation allemande et est inclus dans la « zone interdite » directement gérée par l'administration militaire allemande à Bruxelles. Raymond Kopa doit sa première balle en cuir aux soldats allemands qui réquisitionnent un terrain de football pour jouer entre eux. Raymond et ses copains en profitent pour voler un ballon aux soldats allemands. Plus tard, il dit à propos de cette anecdote : « À notre manière, nous avions presque fait un acte de résistance, non ? ».

### Début à Nœux-les-Mines (1941-1949)
Doué dès son enfance, Raymond Kopaszewski brille à l'US nœuxoise. Il y joue dès l'âge de 14 ans avec Henri, son frère, qui est gardien de but. Il intègre directement les cadets avec Monsieur Dolata comme entraîneur, et ne jouera donc jamais en catégorie minimes. En 1945, il cherche une place d'apprenti électricien afin d'échapper à la mine mais sans succès. Raymond travaille donc à la mine (fosse n°3) à 612 mètres sous terre pendant deux ans et demi en tant que rouleur. Lors d'un accident de travail en octobre 1947, le pouce et l'index de sa main gauche sont fracassés et en partie amputés à la suite d'un éboulement. Il obtient une pension de 200 FRF par mois et arrête temporairement de travailler à la mine. Il y retourne en 1949, mais il est protégé car étant un joueur de l'équipe première de l'US Nœux, et occupe un poste de chaudronnier moins usant, en surface.
En 1947, Jean Batmale devient entraîneur du club nordiste et fait travailler le jeune espoir en accentuant le travail sur les dribbles et les feintes. L'équipe de cadets de Nœux-les-Mines domine le championnat et la Coupe du Nord. Le jeune Kopaszewski est sélectionné dans l'équipe de la région pour la Coupe nationale des cadets. L'équipe du Nord se fait éliminer contre la Lorraine 6-3 bien que Raymond ait marqué à deux reprises.
L'année suivante, Jean Batmale est remplacé par Constant Tison. Les cadets de l'US Nœux-les-Mines sont champions du Nord ; c'est le premier titre  de Raymond Kopa. Ils se qualifient ensuite pour la finale de la Coupe du Nord. Au stade de Béthune, ils sont dominés et menés à la mi-temps 3-0 par Auchel, dont le meilleur joueur est Jean Vincent, futur partenaire de Raymond Kopa. Le jeune Raymond Kopa inscrit alors trois buts et la rencontre se termine sur le score de 3-3. Au bénéfice des corners obtenus, Nœux-les-Mines remporte la Coupe. Après la finale, Constant Tison décide de faire jouer Kopa en équipe première, alors que le joueur n'a pas encore dix-sept ans. Pour son premier match avec l'équipe senior à Tourcoing, il inscrit le but de la victoire.
Constant Tison et Omer Hué, respectivement entraîneur et directeur sportif du club du jeune Kopa, poussent leur joueur à participer au Concours du jeune footballeur 1949. Réticent, Kopaszewski remporte les sélections à Béthune puis à Lille et se qualifie pour la finale qui se déroule à Paris. Apeuré, il termine la matinée de compétition au stade de Colombes à la onzième place, se qualifiant pour les épreuves de l'après-midi. L'après-midi, il fait une remontée spectaculaire. Il rate un des quatre penalties qu'il doit tirer, le seul raté en quatre ans. Il est battu par Jean Saupin pour 0,75 point et termine deuxième.

### Début professionnel avec Angers (1949-1951)
En 1949, remarqué par les dirigeants du club voisin du Racing Club de Lens, ceux-ci font passer à Kopaszewski un test dont la conclusion se révèle négative, le joueur étant jugé « trop frêle ». D'autres clubs régionaux dont le LOSC lui opposent également un refus pour la même raison. Repéré par le SCO Angers et le Stade de Reims lors du concours du jeune footballeur 1949, Raymond Kopaszewski refuse d'abord une offre d'Angers car il espère une offre du Stade de Reims. Les dirigeants de Nœux-les-Mines souhaitent que le joueur reste une saison de plus au club avant de partir pour le Stade de Reims. Cependant, aucune offre n'est faite par le club rémois, Raymond Kopa souhaite partir et lorsque les dirigeants du SCO d'Angers reviennent à la charge, le joueur accepte leur offre. Le père de Kopa laisse partir son fils contre la somme de 100 000 francs. Kopaszewski signe un contrat semi-professionnel. Le club angevin promet à la nouvelle recrue de lui trouver un poste d'électricien et lui octroie 21 000 francs en prime de signature.
Lors de son arrivée au club angevin, l'entraîneur Camille Cottin le présente et déclare : « Ce ne sera plus Raymond Kopaszewski, mais Raymond Kopa ! Cela sonne bien et se retient mieux »,. Le club ne trouvant pas au joueur l'emploi d'électricien promis à la signature du contrat, il décide de lui offrir un contrat professionnel et lui offre 21 000 francs par mois, plus les primes. Angers joue alors en seconde division.
La saison 1949-1950 d'Angers commence par un déplacement à Monaco. Kopa et sa nouvelle équipe s'inclinent contre l'équipe entraînée par Jean Batmale. Le premier match à domicile est plus réussi, le club s'impose 4-0 contre Marseille II, et Kopa inscrit deux buts. Malgré cette bonne performance, l'équipe angevine ne réalise pas une bonne saison, terminant quinzième sur dix-huit en championnat et éliminée en Coupe de France au quatrième tour par l'ASF Le Perreux. Le club réalise pourtant quelques bonnes performances, battant Monaco 1-0 au match retour grâce à un but de Kopa. Contre Nîmes, Raymond marque le but égalisateur lors du match nul 2-2.
La saison 1950-1951 n'est pas plus réussie pour le club angevin qui termine quatorzième. Kopa termine la saison meilleur buteur du club. Le joueur est décidé à quitter le SCO d'Angers pour une équipe aux ambitions supérieures. Le 15 avril 1951, un match amical a lieu entre Angers et Reims. La rencontre se termine sur le score de 4-4. Albert Batteux, alors entraîneur de Reims, repère Raymond Kopa,. Les Girondins de Bordeaux et le Racing Club de Lens sont également intéressés, mais c'est le Stade de Reims qui prend les devants.
Raymond Kopa fait d'abord un essai avec Reims contre l'équipe nationale d'Espagne au Stade Chamartín. Satisfait de la prestation du joueur, le club rémois commence alors à discuter avec le club angevin. Ce dernier réclame 1 800 000 francs ce qui fait durer les discussions. Le joueur attend et ne sait pas où il va jouer la saison suivante. Alors que les négociations continuent, le jeune Kopa part en tournée en Algérie avec le Stade de Reims. Après cette tournée réussie, Henri Germain est convaincu et accepte de payer la somme demandée par Angers. Raymond Kopa demande alors une prime à la signature de 500 000 francs, au lieu des 300 000 proposés par le président du club champenois. Ce dernier refuse d'abord avant qu'Albert Batteux ne le persuade de payer cette somme au joueur. Raymond Kopa est désormais Rémois.

### Révélation au Stade de Reims (1951-1956)

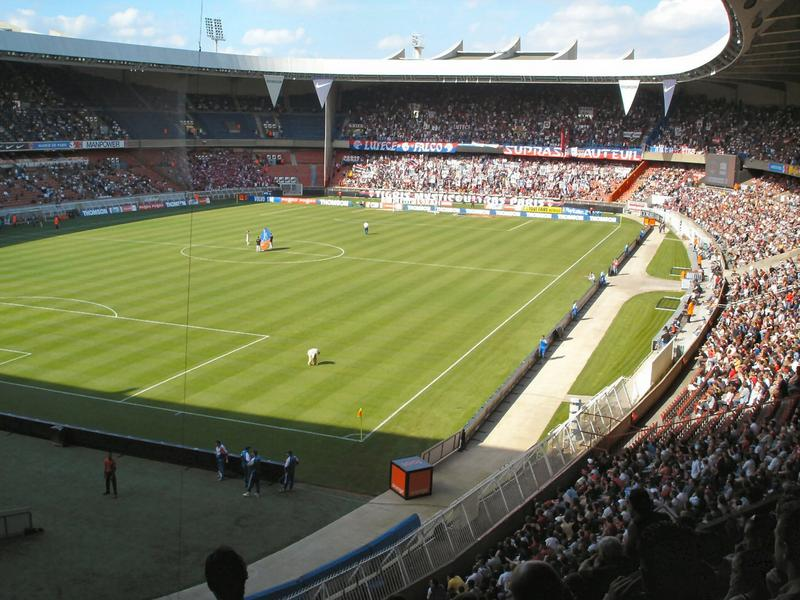
Kopa joue régulièrement à Paris au Parc des Princes avec le stade de Reims.

Raymond Kopa débarque à Reims le 1er août 1951, après la tournée en Algérie. Dès son arrivée à Reims, il est hébergé par Albert Batteux avant que celui-ci ne lui trouve une place dans une pension de famille en compagnie de Francis Méano et Antonio Abenoza chez le couple Allegretti, marchands de cycles rue Chanzy. Lors des rencontres amicales de pré-saison, le Stade de Reims n'a pas de rival. Lors du premier match, le club domine une entente Charleville-Mohon dix buts à zéro avec un doublé du nouvel attaquant du club. En quatre matchs, le Stade de Reims inscrit 32 buts, Kopa est auteur de neuf d'entre eux.
Raymond Kopa ne peut jouer le premier match de championnat de la saison, il n'est pas qualifié. L'ancien attaquant angevin l'est pour le second. Pour pallier l'absence de Pierre Sinibaldi, l'entraîneur Albert Batteux pense d'abord à sortir de sa retraite de joueur pour quelques matchs. Il choisit finalement de faire confiance à un jeune et donne une place de titulaire à Raymond Kopa. Le premier match de première division de Kopa est une rencontre contre le Racing Club de Strasbourg le 2 septembre 1951 qui donne lieu à un résultat nul et vierge. Le 11 novembre 1951, Kopa et Reims se déplacent à Paris pour jouer contre le Racing club de Paris. À l'issue d'une victoire 5-2 des Rémois avec un but magnifique de Kopa, le Parc des Princes et la presse adoptent le jeune joueur français. Il inscrit un triplé lors d'une victoire 8-1 contre l'Olympique de Marseille. Au total, il inscrit huit buts dans la saison. Le Stade de Reims et Kopa finissent la première saison ensemble à la quatrième place en championnat.
La saison qui se déroule entre 1952 et 1953 est encore meilleure que la précédente. Avec l'arrivée de Léon Glovacki, Raymond Kopa passe au poste d'avant-centre, légèrement en retrait derrière Glovacki et Bram Appel qui occupent chacun un côté de l'attaque. Bram Appel termine deuxième meilleur buteur du championnat. À la fin de la saison, le Stade de Reims est champion de France et remporte la Coupe latine après des succès 2-1 sur Valence à Porto et 3-0 contre le Milan AC à Lisbonne.
Le début de la saison 1953-1954 est marqué par le décès de Francis Méano à la suite d'un accident de voiture sur la route nationale 51. Kopa manque le premier match contre Metz mais participe au succès face à Sochaux lors de la seconde rencontre de la saison. Il marque treize buts en trente-trois matchs au cours de cette saison. À la fin de la saison 1953-1954, Reims est vice-champion de France de D1 derrière Lille,. Le club est éliminé en Coupe de France par l'Olympique de Marseille. Le stade de Reims est reversé en Coupe Charles Drago qu'il remporte contre Lille au Parc des Princes.
Kopa devient à nouveau champion de France lors de la saison 1954-1955. Le joueur inscrit une nouvelle fois plus de dix buts au cours du championnat avec onze réalisations. Raymond Kopa marque également deux buts en Coupe de France, ses premiers, mais il ne peut empêcher le club d'être éliminé par Lille en huitièmes de finale de la compétition.
Lors de la saison 1955-1956, le Stade de Reims termine dixième du championnat de France. Kopa inscrit cinq buts en trente rencontres disputées. En Coupe de France, Kopa joue cinq matchs, emmenant son équipe jusqu'aux quarts de finale en mettant quatre fois le ballon dans les buts adverses. En Coupe d'Europe, le club champenois atteint la finale après des victoires en matchs aller-retour contre AGF Århus, le MTK Hungária FC puis le Hibernian Football Club. Même s'il ne marque pas, Kopa est influent sur le jeu de Reims et impressionne. En finale, le Stade de Reims s'incline quatre buts à trois face au Real Madrid.
Le jeu léché de Kopa est vite repéré par les plus grands clubs du continent qui se disputent alors ses services. Après le match disputé par l'équipe de France face à l'Espagne où Kopa est éblouissant, les dirigeants rémois ne peuvent plus retenir leur joueur vedette. Alors que d'autres grands clubs comme le Milan AC sont sur les rangs, le président champenois Henri Germain cède finalement en 1956 devant une offre de 520 000 francs (52 millions d'anciens francs d'avant 1960) du Real Madrid, argent que le club champenois utilise en recrutant Roger Piantoni, Jean Vincent et Just Fontaine,.

### Consécration au  Real Madrid (1956-1959)
En août 1956, Raymond Kopa, sa femme et sa fille s'installent à Madrid pour jouer dans le club vainqueur de la Coupe d'Europe quelques mois plus tôt, le Real Madrid. Le joueur multiplie par dix son salaire et intègre un nouveau monde, celui de la meilleure équipe du monde. Kopa doit attendre que la loi Moscardó soit abrogée et qu'Alfredo Di Stéfano soit naturalisé espagnol pour pouvoir jouer avec l'équipe première,. En attendant, il joue avec l'équipe réserve. Sa première rencontre avec la réserve est une victoire 14 à 1 contre Sochaux,. En Espagne, Kopa reçoit le surnom de Kopita en raison de sa petite taille.
Pour ses débuts, le Français joue au poste d'ailier droit. Alors qu'il joue sa première saison à Madrid, il change de poste après une défaite 0 à 4 contre le FC Barcelone. Pour la rencontre contre l'autre rival du club, l'Atlético de Madrid, il est repositionné en avant-centre. L'essai est un succès, le Real l'emporte 5 à 0 avec deux buts de Kopa. La rencontre suivante, il marque deux nouveaux buts au même poste lors d'une victoire 2 à 0 contre Grenade CF. Mais Kopa redevient alors ailier droit à la demande de Di Stéfano.
Il devient le premier Français vainqueur de la Coupe d'Europe des clubs champions en remportant le trophée en 1957. En finale, le Real Madrid bat la Fiorentina deux buts à zéro.
À la fin de la saison 1957, Ferenc Puskás rejoint le Real Madrid. Raymond Kopa le considère comme sa seule idole. En surpoids, Puskás s'entraîne dur et termine meilleur buteur du championnat lors de la saison 1959-1960. La saison 1957-1958 sacre une nouvelle fois le club madrilène. Le Real Madrid est également sacré champion d'Europe en remportant la Coupe des clubs champions pour la troisième fois consécutivement. Après ce nouveau succès, don Santiago Bernabéu autorise le joueur français à rejoindre l'équipe de France pour jouer la Coupe du monde.
En Suède, Raymond Kopa et l'équipe de France sont la surprise de la compétition. Meilleure attaque de la compétition avec de gauche à droite Piantoni, Fontaine et Kopa, les Bleus sont sortis en demi-finale par le Brésil, vainqueur de l'édition. Ils terminent la Coupe du monde 1958 troisième après un ultime succès contre la RFA. Malgré le sacre de Pelé et ses compatriotes, Raymond Kopa est nommé meilleur joueur de la compétition.

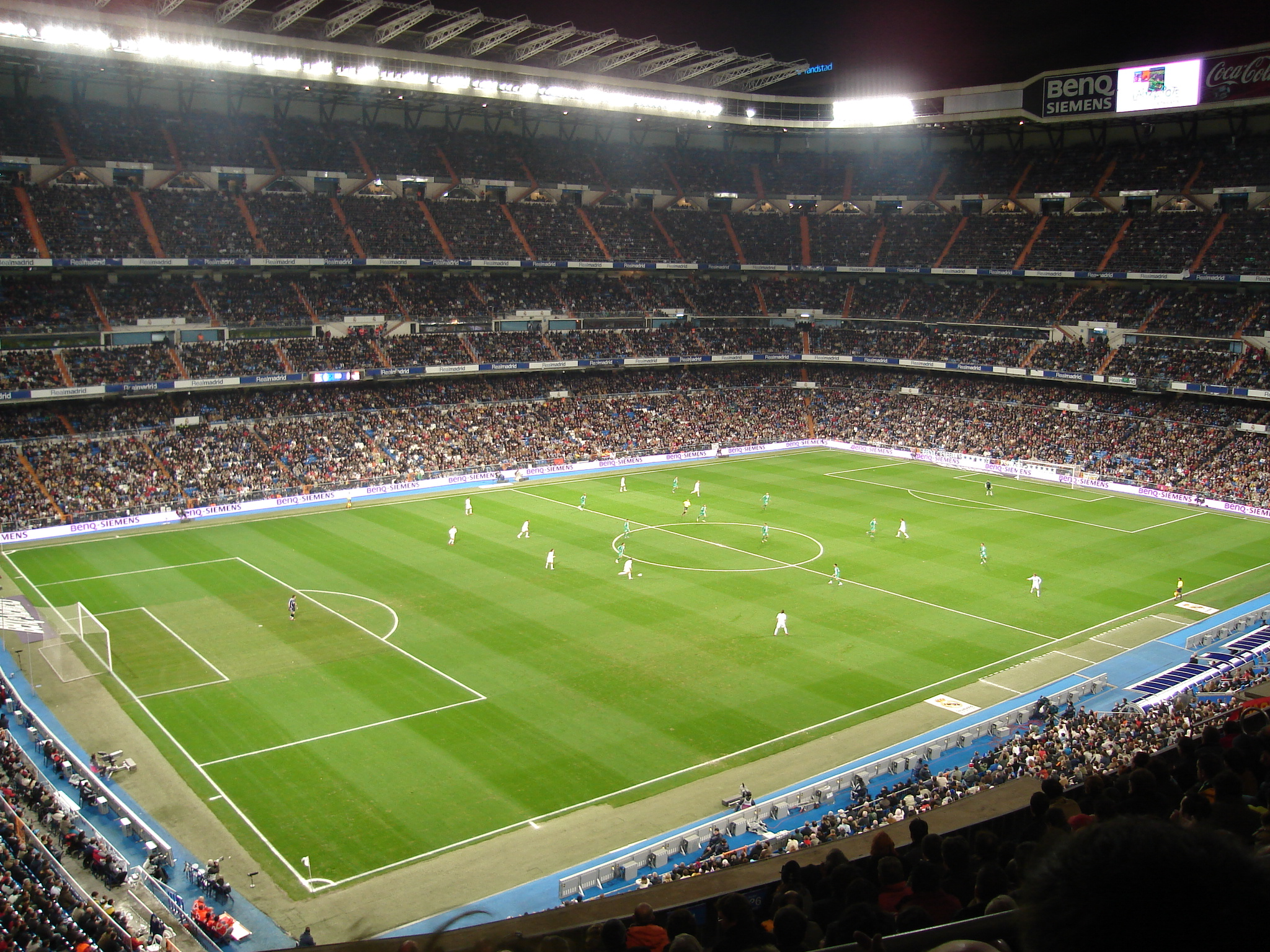
Au stade Chamartin (ici en 2007), Kopa joue devant plus de 100000 spectateurs.

Parmi les stars du Real, Kopa ne souffre pas de la comparaison. Il profite de ses bonnes performances pour remporter le ballon d'or européen 1958 devant Di Stéfano.
Après la Coupe du monde, il est sollicité et répond aux médias puis prend des vacances à Angers et en Corse. Kopa prolonge alors son contrat d'une saison avec le club espagnol. Le Real n'est pas intéressé par ce contrat et aurait préféré faire signer le joueur pour cinq ans en échange de vingt millions de francs par an. Mais Kopa ne souhaite pas rester cinq années supplémentaires dans un pays étranger et souhaite rentrer en France, quel que soit le prix.
Pour sa dernière rencontre sur la feuille de match du Real, Kopa joue la finale de Coupe d'Europe à Stuttgart contre le Stade de Reims. Il se fait discret après avoir pris un coup de Jean Vincent au genou,. Le Real Madrid gagne pour la quatrième fois consécutive la Coupe d'Europe en battant le club français pour la deuxième fois. Après la finale, il décide de quitter le Real Madrid. Le principal problème est qu'il ne peut pas jouer avec l'équipe nationale française du fait qu'il joue à l'étranger. Il choisit de revenir en France et dans le plus grand club français de l'époque, le Stade de Reims, qu'il a battu avec le club madrilène en finale européenne. Durant sa période au Real Madrid, il marque 48 buts en 158 rencontres disputées avec le club et participe à quelques-unes des plus belles saisons du club.

### Retour en Champagne (1959-1968)

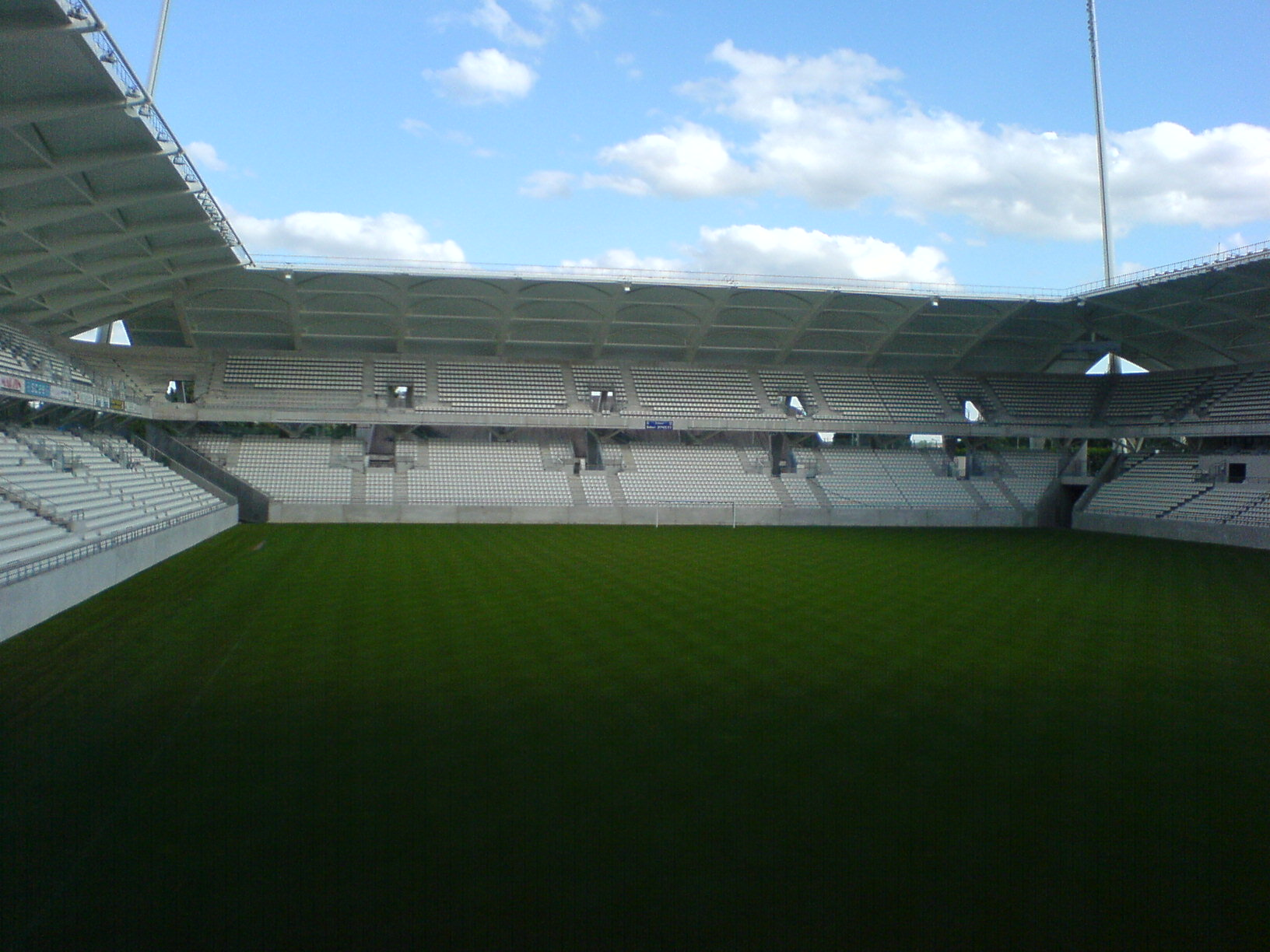
Raymond Kopa décide de finir sa carrière au stade Auguste-Delaune, ici en 2008 après sa reconstruction.

Raymond Kopa rejoint finalement le Stade de Reims en 1959. Il s'installe au 1, rue Royale à Sainte-Menehould. Blessé au genou pendant la finale de Coupe d'Europe, il reprend l'entraînement au début du mois d'août 1959. Huit jours plus tard, il fait son retour sur un terrain de football et sous la tenue de Reims lors d'un match amical contre Troyes. Le Stade de Reims termine la saison 1962-1963 vice-champion de France derrière l'AS Monaco. La saison suivante est un tournant dans la carrière de Kopa. Albert Batteux quitte le club rémois à l'intersaison. Suspendu deux mois et demi pour le refus de jouer en sélection à la suite d'une altercation avec le sélectionneur Georges Verriest, Raymond Kopa est observateur de la situation du Stade de Reims. De plus, ses propos dans la presse « Les footballeurs sont des esclaves » lui valent une suspension de six mois. Le Stade de Reims dispute la saison 1963-1964 amoindri. Malgré la stabilité de l'effectif, le club rémois chute à la dix-septième et avant-dernière place. Le Stade de Reims est relégué en seconde division. La modification des répartitions des recettes est également un coup dur pour le club car il attire les foules à l'extérieur et l'affluence à domicile n'est pas haute.
Alors qu'il pourrait accepter des offres du Racing club de Paris et du Stade français, Kopa reste à Reims pour les aider à remonter en première division. Lors de la saison 1965-1966, le Stade de Reims remonte en première division. Mais Reims fait un passage éphémère dans l'élite car il est à nouveau relégué en 1966-1967. Le joueur y achève sa carrière de haut-niveau en tirant sa révérence en 1967 à l'âge de 35 ans. Le 15 décembre 1968, alors qu'il se prépare à jouer en lever de rideau avec les anciennes gloires rémoises, l'entraîneur Emile Rummelhardt fait appel à lui à la suite d'une blessure à l'échauffement pour être le douzième homme du match de Coupe de France au Parc des Princes. Entré en jeu à la suite d'une nouvelle blessure à la 22e minute, Raymond Kopa dispute son dernier match professionnel et inscrit un but quatre minutes après son apparition lors de la victoire 4 à 1.

### En Équipe de France (1952-1962)

#### Débuts
Raymond Kopaszewski est présélectionné pour jouer avec l'équipe de France junior contre les Pays-Bas. Cependant, l'encadrement de l'équipe nationale s'aperçoit que, fils de Polonais, il n'est pas encore Français et doit attendre la majorité, alors fixée à 21 ans, pour choisir la nationalité française et avoir la possibilité de jouer pour la France.
Kopa est sélectionné avec l'équipe de France B le 20 avril 1952 pour jouer ailier droit contre la Sarre. Il fait une bonne prestation qui lui permet d'être choisi en équipe de France espoirs, avec laquelle il écrase l'Angleterre 7-1 en inscrivant le premier et le dernier but de la partie. Il gagne sa place en équipe de France A. Il fait ses débuts avec les Bleus le 5 octobre 1952 à Colombes contre l'équipe d'Allemagne.

#### Coupe du monde 1954

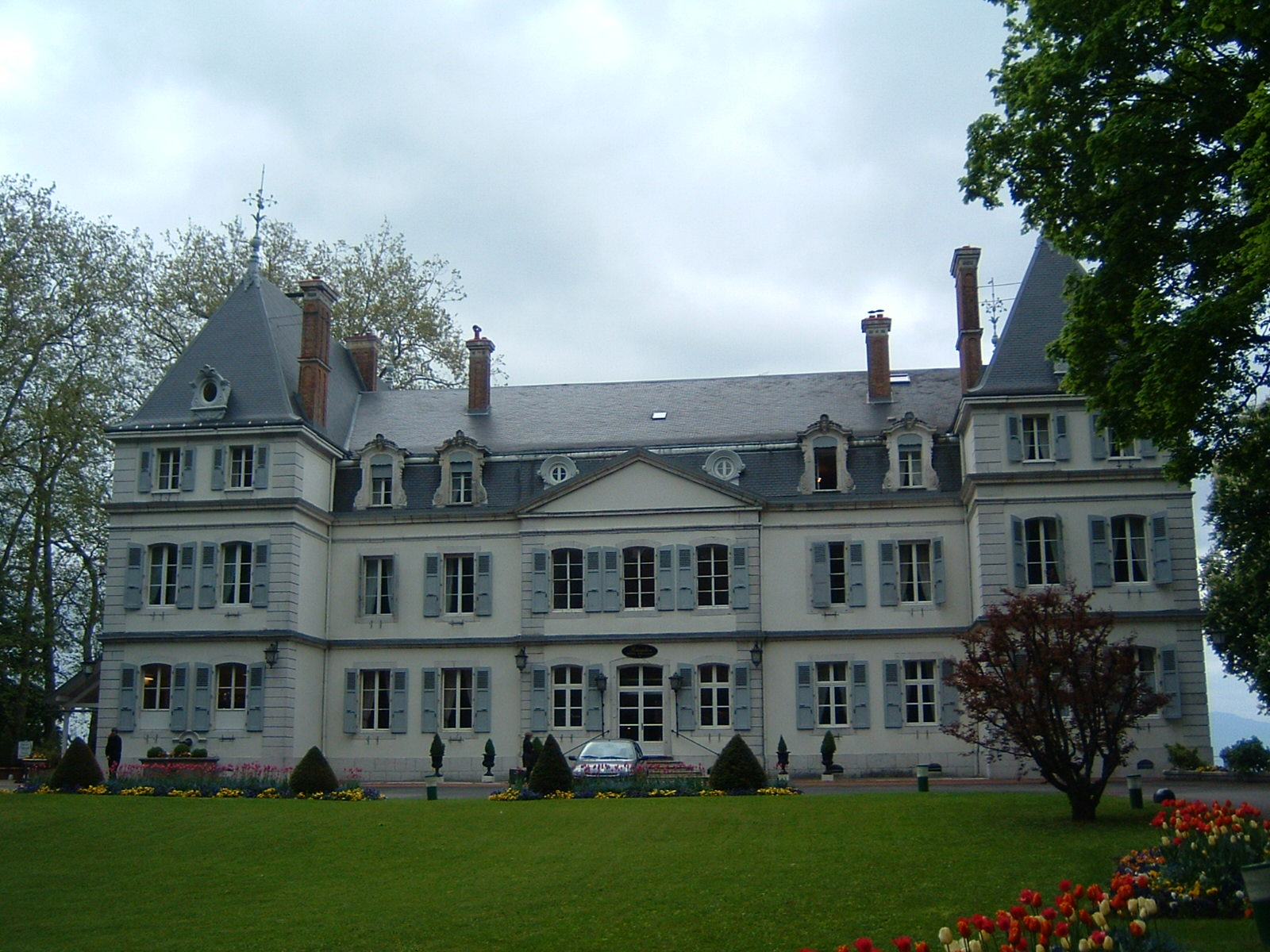
Château de Divonne-les-Bains

Les qualifications se passent bien pour l'équipe de France qui conclut la campagne par une victoire 5-3 sur l'Irlande. Kopa marque le deuxième but de l'équipe de France lors de la victoire 6-1 sur le Luxembourg. Le 11 avril 1953, les Bleus concèdent une défaite 3-1 face à l'Italie. Raymond Kopa est sélectionné pour jouer la Coupe du monde 1954 avec cinq autres Rémois.
Dans la matinée du vendredi 3 juin 1954, Raymond Kopa se déplace à Divonne-les-Bains pour le stage de préparation de la Coupe du monde 1954 qui a lieu en Suisse. L'équipe de France s'est installée dans le château de Dully. Le stage ne se déroule pas bien, l'entraînement n'est pas de bonne qualité. Les joueurs font la fête et s'amusent. Il arrive que le masseur de l'équipe, Louis Haunaut, soit plus rapide que quelques joueurs à la course.
La France est dans le groupe de la Yougoslavie, le Mexique et le Brésil. La France et le Brésil n'ont pas à se rencontrer car ils sont désignés tête de série.
Le 16 juin, à Lausanne, les Français sont battus par les Yougoslaves sur un but de Miloš Milutinović,. Kopa est critiqué pour n'avoir joué que sur son ami Léon Glovacki qui, dans un mauvais jour, rate tout ce qu'il tente. À la sortie des vestiaires, un homme attend les joueurs français et les insulte. Il lance à Raymond Kopa : « Kopa ! Retourne à la mine, c'est là ta vraie place ».
Trois jours plus tard, à Genève, la France rencontre le Mexique pour espérer obtenir un match de barrage en cas de victoire et de défaite de la Yougoslavie contre le Brésil. À la mi-temps, Kopa et les dix autres joueurs français mènent deux buts à zéro. Le Mexique revient à la marque à la 54e minute avant d'égaliser à cinq minutes de la fin. La France arrive néanmoins à remporter le match 3-2 à la suite d'un pénalty marqué par Kopa à deux minutes de la fin. Ce but est le premier du joueur en Coupe du monde. Cependant, dans l'autre match du groupe, le Brésil et la Yougoslavie font match nul 1-1, résultat qui qualifie les deux équipes pour la phase finale et élimine l'équipe de France.

#### L'entre-deux Coupes du monde
Le 17 octobre 1954, la France joue contre la RFA à Hanovre, l'équipe qui a remporté la Coupe du monde 1954. Tout juste rentré pour remplacer Larbi Ben Barek, blessé, Jacques Foix ouvre le score. Jean Vincent augmente l'écart en faveur des Bleus peu de temps après. Après la reprise, Foix inscrit un doublé et la France mène 3 à 0. Même si les Allemands réduisent l'écart, l'équipe de France du sélectionneur Paul Nicolas et de Kopa réalise une belle performance qui fait oublier la Coupe du monde ratée.
En novembre, la France reçoit la Belgique au stade de Colombes. Les Français sont menés deux buts à zéro avant que Raymond Kopa n'inscrive deux buts à la fin du match. Après ce match, Albert Batteux devient entraîneur de l'équipe de France à la suite de la démission de Jules Bigot.
La première rencontre du nouvel entraîneur a lieu à Madrid le 17 mars 1955. Les Espagnols, favoris, marquent les premiers mais les Français réagissent. Raymond Kopa inscrit le but de l'égalisation et réalise l'un de ses meilleurs matchs avec l'équipe de France. Il réalise une passe décisive pour Jean Vincent sur le deuxième but. La presse est impressionnée,, tout comme les dirigeants madrilènes qui l'engageront deux saisons plus tard. À la suite de ce match, Kopa est surnommé Napoléon du football sous l'impulsion du journaliste anglais Desmond Hackett. Blessé à la cheville, Kopa rate la victoire 2-0 de la France contre la Suède. Il est présent pour le match suivant contre les Anglais à Colombes le 15 mai 1955. Il inscrit le premier et unique but de la partie en prenant à contre-pied le gardien sur penalty.
L'année suivante commence aussi bien, notamment avec un nouveau but de Kopa sur penalty contre la Suisse qui est battue 2 à 0. L'équipe de France se rend alors pour la première fois en URSS. Devant les 80 000 spectateurs du stade Dynamo de Moscou, Kopa ouvre le score à la vingt-neuvième minute d'une frappe de quinze mètres après avoir dribblé trois joueurs. Les Soviétiques passent devant grâce à deux buts d'Eduard Streltsov et Nikita Simonian. La France conserve finalement son invincibilité qui dure depuis un an et demi grâce à un but de Roger Piantoni.
Kopa joue de nouveau contre la Yougoslavie et les Bleus évitent la défaite que grâce à un nouveau but de Piantoni. La France perd contre les Belges le 25 décembre 1955 sur le score de deux buts à un. À cette défaite, s'en ajoute une autre contre l'Italie 2 à 0 le 15 février 1956 sur de la neige. Ce match est le dernier de Kopa avant la Coupe du monde 1958 deux années plus tard.
En effet, durant les éliminatoires de la Coupe du monde de football 1958, Raymond Kopa est absent. Il doit rester au Real Madrid, l'équipe de France ne prend que des joueurs jouant dans le championnat de France. Kopa manque les qualifications pour jouer en Espagne et sur la scène internationale. Sans lui, la France termine première du groupe 2 devant la Belgique et l'Islande. Lors du premier match de groupe, la France bat la Belgique 6 à 3 avec cinq buts de Thadée Cisowski. Avec une victoire 8 à 0 à domicile contre l'Islande et une autre à l'extérieur 5 à 1 contre cette même équipe, la France a besoin d'un match nul en Belgique pour se qualifier. Au coup de sifflet final, les deux équipes n'ont pas marqué et la France est qualifiée.

#### Coupe du monde 1958
Pour les matchs de poule de la phase finale de la Coupe du monde 1958, la France est opposée à l'Écosse, au Paraguay et à la Yougoslavie. Kopa, dont la sélection est contestée dans certains articles de presse en raison de son absence lors des qualifications mais qui bénéficie du soutien du directeur de l'équipe de France Paul Nicolas, retrouve des anciens camarades. Coupé de l'équipe de France par le Real Madrid, il a peu d'automatismes avec les autres Bleus, mais au fil des rencontres amicales contre des équipes locales, la confiance de l'équipe et son niveau de jeu s'élèvent. Pendant ces matchs amicaux, le buteur René Bliard se blesse et laisse sa place à Just Fontaine. Celui-ci devient le compagnon de chambre de Kopa. Raymond Kopa retrouve Albert Batteux qui est alors entraîneur de l'équipe de France.
Lors du premier match, le 8 juin, les Bleus rencontrent le Paraguay devant 25 000 spectateurs. Ils les battent 7-3 avec un but de Kopa. Trois jours plus tard, la Yougoslavie stoppe l'élan français 3-2 et oblige les Bleus à gagner le dernier match pour se qualifier. Lors du troisième et dernier match, la France bat l'Écosse deux buts à un, après que l'Écosse rate un penalty par l'intermédiaire d'Hewie.
En quart de finale, l'équipe de France rencontre l'Irlande du Nord. La France domine largement les Irlandais 4-0. En demi-finale, contre le Brésil de Pelé, la France s'incline cinq buts à deux. Lors de ce match, Raymond Kopa est à la création des deux buts, offrant à Just Fontaine à la neuvième minute puis à Piantoni à la quatre-vingt-deuxième minute les buts français. Malgré son talent, Kopa ne peut empêcher le Brésil de gagner, emmené par un autre grand talent auteur d'un triplé, Pelé. La France se console alors en dominant la finale pour la troisième place contre la RFA six buts à trois.

#### Rupture avec la sélection nationale

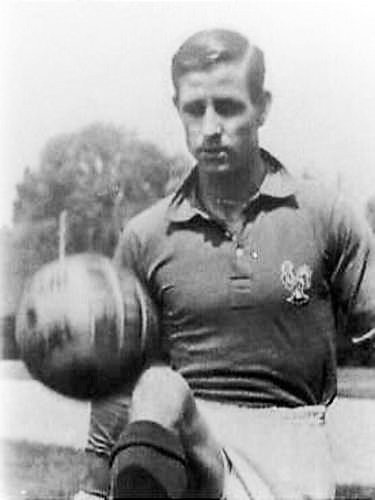
Raymond Kopa sous le maillot de l'équipe de France en 1960.

Blessé après la Coupe du monde 1958, Raymond Kopa participe tout de même aux éliminatoires pour la première Coupe d'Europe des nations qui se dispute en France en 1960. Il effectue son retour pour un match amical disputé face à la Bulgarie à l'extérieur et perdu 1-0. L'équipe de France se qualifie ensuite pour le tournoi final du championnat d'Europe grâce à ses victoires 7-1 face à la Grèce et 5-2 sur l'Autriche. Lors d'un match amical contre l'Espagne, l'équipe de France s'illustre et gagne la partie 4-3. Il joue de nouvelles rencontres internationales contre la Belgique (0-1) et l'Autriche (4-2) pendant lesquelles il est pour la première fois capitaine. Cependant, bien que la France soit qualifiée pour les phases finales, Raymond Kopa doit déclarer forfait pour la compétition à cause de douleurs aux chevilles. La France termine quatrième du tournoi après des défaites contre la Yougoslavie et la Tchécoslovaquie. Albert Batteux laisse le poste d'entraîneur de la sélection à Henri Guérin le 17 juillet 1962 à la suite de l'échec des Bleus lors du tour qualificatif à la Coupe du monde 1962. Depuis le 30 octobre 1960, Georges Verriest exerce la fonction de sélectionneur de l'équipe de France.
Au début du mois d'octobre de l'année 1962, George Verriest contacte Raymond Kopa pour le sélectionner pour un match des éliminatoires de la Coupe d'Europe des nations 1964 contre l'Angleterre qui doit se jouer à Sheffield. Kopa accepte, fait une bonne prestation et la France fait un match nul 1-1,. Le joueur ne dispute pas la rencontre contre l'Allemagne le 24 octobre mais il est de nouveau sélectionné pour jouer contre la Hongrie à Colombes le 11 novembre 1962. Alors touché par la maladie de son fils, Raymond Kopa montre un faible niveau de jeu contre les Hongrois. De plus, la France s'incline à domicile trois buts à deux. L'ailier droit français est critiqué par la presse pour sa performance médiocre. Georges Verriest critique le joueur dans les médias. En réponse au sélectionneur, Raymond Kopa annonce aux journalistes : « En ne jouant que du pied gauche, j'ai encore ma place en sélection. Je vais vous le montrer, pas plus tard que mercredi, en Coupe d'Europe contre Vienne. ». Trois jours plus tard, Raymond Kopa réalise une excellente performance et marque en Coupe d'Europe contre l'Austria de Vienne. Le Stade de Reims, en l'emportant 5 à 0, se qualifie pour les quarts de finale de la Coupe d'Europe, lui permettant d'équilibrer les finances du club.

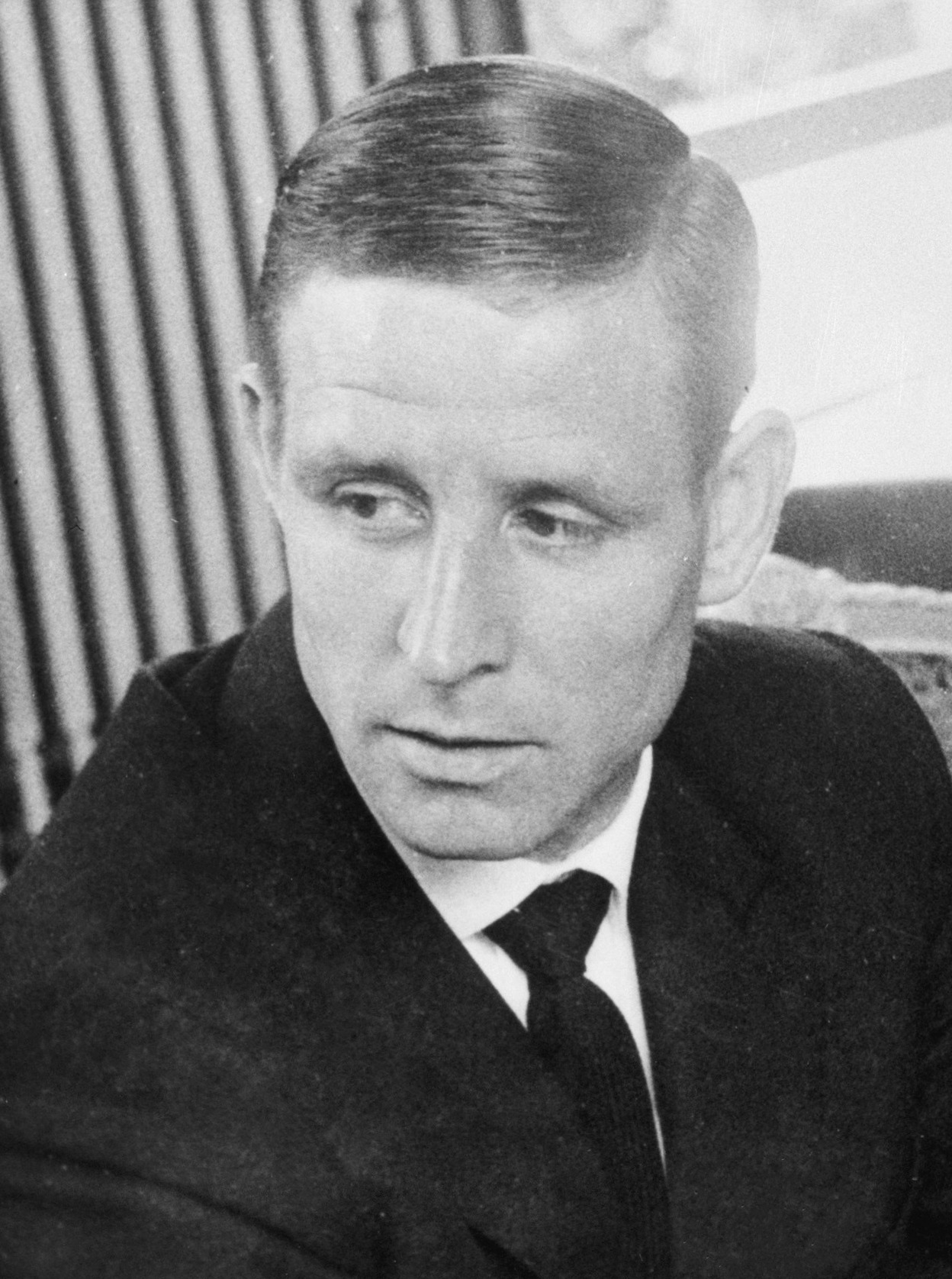
Raymond Kopa en 1963.

Cette réponse par le jeu permet à Raymond Kopa d'être sélectionné pour jouer un match d'entraînement contre le Standard de Liège avec les Bleus,. La France gagne 3 à 2 mais ne convainc pas. Verriest choisit d'écarter Kopa du groupe à la suite de cette rencontre. Malgré le décès du fils de Kopa, le sélectionneur déclare : « Si M. Kopa veut retrouver sa place, il devra suivre le stage comme ses copains ». Lors du match aller des huitièmes de finale de la Coupe d'Europe des nations 1964, l'équipe de France est battue en Bulgarie un but à zéro,.
Sous la pression d'une partie de la population, Georges Verriest sélectionne de nouveau Raymond Kopa pour la rencontre contre l'équipe bulgare à Paris le 26 octobre 1963. Avant de retrouver l'équipe de France, Kopa demande un entretien avec le sélectionneur. Prenant Henri Guérin comme témoin, le joueur demande au sélectionneur de retirer les critiques qu'il a émises à son sujet mais Verriest refuse et Kopa quitte la sélection,. Après cette entrevue, Henri Guérin annonce à la presse que Kopa est responsable de l'échec des discussions et qu'il a même dénigré d'autres joueurs de l'équipe de France. Kopa réagit dans les médias et Guérin revient sur ses paroles. Cela n'empêche pas Raymond Kopa d'être suspendu trois mois, quinze jours pour le refus de sa convocation avec les Bleus et deux mois et demi supplémentaires pour son comportement. La France remporte finalement le match retour contre la Bulgarie 3 à 1 et se qualifie pour le tour suivant,. Les journaux titrent « La France a gagné, Kopa a perdu. ». Raymond Kopa n'est dès lors plus appelé en équipe de France et la sélection contre la Hongrie est la 45e et dernière de sa carrière.

### Fin de carrière (1970-2000)

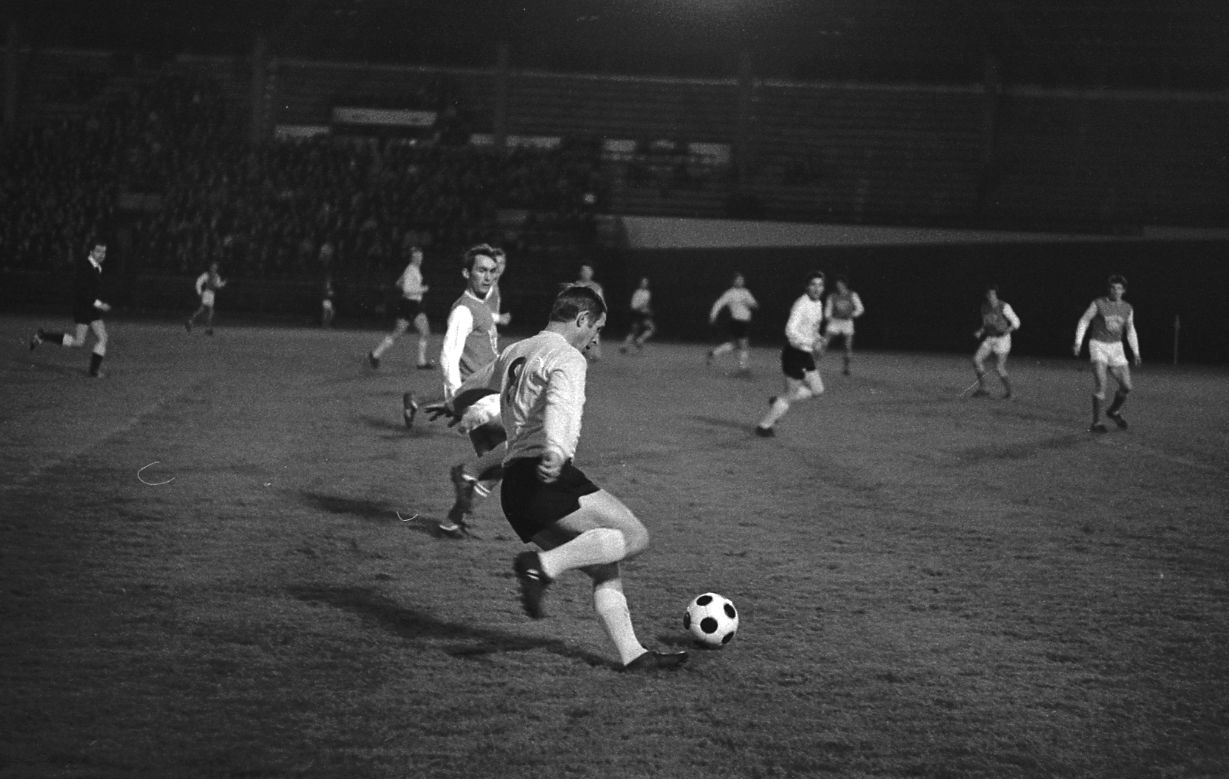
Raymond Kopa en 1969 lors d'un match amical avec les anciens de la Coupe du monde 1958 au Stadium de Toulouse.

Raymond Kopa est à nouveau dans l'équipe première de première division lors de la saison 1970-1971 mais seulement sur le papier. Il s'agit de remplir le quota de onze joueurs professionnels pour le Stade de Reims. Lorsqu'il arrête de jouer pour l'effectif du club rémois, Kopa met un terme à sa carrière professionnelle. Cependant, il continue à jouer au football et participe à certains matchs amicaux.
Alors qu'il s’apprêtait à fêter ses 42 ans moins de deux mois plus tard, il est même contacté par Just Fontaine, directeur sportif du Paris Saint-Germain, pour venir renforcer le club parisien alors en deuxième division. Kopa décline l'offre, mais participe quand-même à un match amical de préparation avec Paris face à Saumur le 29 août 1973, lors duquel il marque trois buts. Il poursuit sa pratique en vétéran avec l'équipe de Notre-Dame des Champs à Angers. Il joue au football en amateur jusqu'à 70 ans, âge auquel il doit s'arrêter à cause d'une ostéotomie à la jambe droite,.

### En dehors du terrain

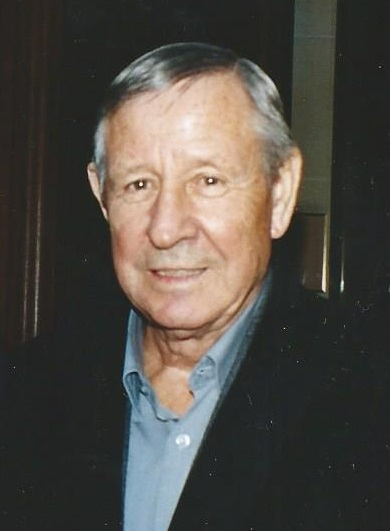
Raymond Kopa en 2005.

En 1954, Raymond Kopa commence à commercialiser son nom. Il négocie un accord avec l'équipementier Noël pour mettre sur le marché des chaussures de foot à son nom "Kopa Résistex". À partir de 1958, sont commercialisés des jus de fruit et des sodas portant son nom et fabriqués à Rablay-sur-Layon, village à proximité d’Angers (ville de ses débuts professionnels). Il multiplie ensuite des articles à son nom, principalement sur des articles de sport et sur les vêtements de loisirs. Au début des années 1960, après son retour d'Espagne, il dirige un journal, un bureau de tabac et est copropriétaire d'un hôtel à Reims. Au début des années 1970, il crée sa propre marque d'équipements sportifs : "Kopa Heurtefeu" en association avec la société troyenne « Paul Heurtefeu & Cie ». À la fin de sa carrière sportive, il s'investit dans le groupe, collabore avec l'entreprise, fait le tour des usines et magasins. Il y travaille jusqu'à ce qu'il prenne sa retraite en 1991. Il découvre alors le tennis et se classe 15-5.
Éblouissant balle au pied, Raymond Kopa est également un homme de caractère. Il mène ainsi avec son ami Just Fontaine une bataille contre les instances du football afin de mettre en place des contrats à temps pour les joueurs. Jusqu'à la fin des années 1960, les joueurs de football sont la propriété des clubs à vie. Raymond Kopa devient vice-président de l'UNFP. Kopa lance à un journaliste de France Dimanche « Les footballeurs sont des esclaves »,,, avant de poursuivre « Aujourd'hui, en plein XXe siècle, le footballeur professionnel est le seul homme à pouvoir être vendu et acheté sans qu'on lui demande son avis ». La Ligue le suspend six mois avec sursis pour ces déclarations. Sous la pression d'hommes décidés comme Kopa, Fontaine, Eugène N'Jo Léa, Jean-Jacques Marcel et Michel Hidalgo, un syndicat des joueurs voit le jour dès la fin de l'année 1961 : l'UNFP. Le contrat à temps que le syndicat réclame est mis en application en France en 1969. Pendant la même période, il s'investit également dans les instances dirigeantes du football en étant membre du Conseil fédéral de la Fédération française de football du 4 janvier 1969 au 5 juillet 1969.
Lors des Coupes du monde 1978 et 1982, il est consultant pour l'antenne de radio France Inter. Il est une nouvelle fois consultant pour la Coupe du monde 1986 pour RMC. À l'occasion de la Coupe du monde de football 2006, il commente la compétition sur un blog réalisé avec la chaîne de télévision ESPN Classic suivant le parcours de l'équipe de France jusqu'en finale. Deux ans plus tard, Kopa devient président d'honneur du Stade de Reims.
Enfin, dans un tout autre domaine, il participe au rallye Paris-Dakar 1985, en étant le copilote d'Étienne Smulevici, sur Mitsubishi Pajero. Ils finissent l'épreuve à la 65e place.

### Vie privée
À Angers, Raymond Kopa rencontre Christiane Bourrigault, joueuse de basket-ball au SCO, qu'il épouse le 28 juillet 1953. Elle est par ailleurs la sœur du footballeur Claude Bourrigault. Avec sa femme, ils ont un fils prénommé Denis qui décède à Reims le 15 février 1963 d'un lymphosarcome. Longtemps, ils ne connaîtront pas la nature de la maladie qui touche leur fils.
Outre Denis, ils ont deux filles nommées Nadine et Sophie. Nadine a également été touchée par un cancer du sein, mais elle a été soignée à l'Institut Gustave-Roussy. Depuis, Raymond Kopa s'est investi dans la lutte contre le cancer. En 2008, il décide de reverser les droits d’auteur de la réédition de son autobiographie Kopa par Kopa à l'Institut de cancérologie Gustave Roussy. Il a versé plus de 10 000 euros à l'institut.
Après la fin de sa carrière de joueur de football, il vit à Angers avec sa famille et possède une résidence secondaire, dans la presqu'île de l'Isolella, en Corse, qu'il garde pendant trente-six ans. Au début des années 2000, il se porte acquéreur d'une nouvelle résidence corse qu'il occupe huit mois par an.

### Mort, hommages et postérité
Raymond Kopaszewski meurt à la suite d'une longue maladie à l'âge de 85 ans le 3 mars 2017, à Angers,,. Ses obsèques ont lieu le 8 mars 2017 à la cathédrale Saint-Maurice d'Angers en présence de plus de mille personnes parmi lesquelles son ancien coéquipier Just Fontaine, le président du Real Madrid Florentino Pérez, le président de la Fédération française de football (FFF), Noël Le Graët et le ministre des Sports Patrick Kanner,.
À l'annonce de son décès, les hommages se multiplient pour l'ancien sportif. Le président de la République, François Hollande publie un communiqué de presse dans lequel il célèbre « Raymond Kopa [...] une légende du football français. Il alliait l’intelligence du jeu à une technique remarquable. Il a été l’un des sportifs les plus admirés de France ». Le Premier ministre Bernard Cazeneuve rend hommage au « premier Ballon d’or français, un grand footballeur et un amoureux de beau jeu ». Le Stade de Reims annonce que le football mondial perd « l’une de ses grandes étoiles ». Le président de la Fédération internationale de football association (FIFA), Gianni Infantino, voit en Raymond Kopa « un joueur exceptionnel, une inspiration pour de nombreuses générations et un homme dont l'engagement au service du football a été sans faille tout au long de sa vie ».
Le 27 mars 2017, le conseil municipal d'Angers vote le renommage du stade Jean-Bouin en stade Raymond-Kopa.
La ville de Reims déclare en mars 2017 vouloir construire « une statue monumentale » à l'effigie de Raymond Kopa à proximité du stade Auguste-Delaune. Le 15 décembre 2018, une cérémonie officielle d'inauguration de la statue réalisée par le sculpteur anglais Carl Payne a lieu devant le stade Delaune, quelques heures avant le coup d'envoi de la rencontre comptant pour la dix-huitième journée de Ligue 1 entre le Stade de Reims et le Racing Club de Strasbourg. L’œuvre a été financée par la ville de Reims et par de nombreux mécènes via une campagne de financement participatif qui a duré six mois.

## Style de jeu

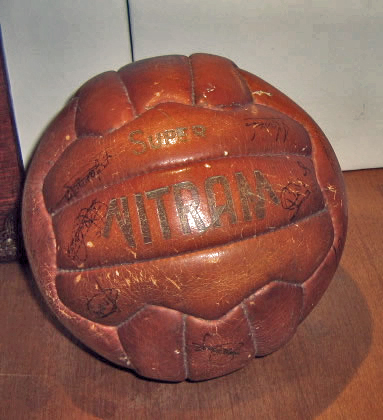
Ballon des années 1950.

Afin de sortir de la mine, Raymond Kopa donne tout pour sa passion, le football.
Il travaille beaucoup à l'entraînement, notamment ses dribbles. Jeune, il joue des matchs avec des joueurs beaucoup plus âgés que lui, ce qui le fait progresser rapidement. Arrivé à Angers en 1949, seul et isolé de sa famille, il se bat à l'entraînement pour avoir sa place dans l'équipe.
Au début de sa carrière, Raymond Kopa garde beaucoup le ballon et dribble très souvent. Albert Batteux le décrit alors comme « sec, vif, bourru ». Il possède une grande habileté balle au pied malgré la lourdeur des ballons en cuir. Après la première rencontre de Kopa sous le maillot rémois, la presse le décrit ainsi : « L'homme est adroit, dribble court, tire juste et fort des deux pieds, possède une bonne détente, un jeu de tête correct, sait être clairvoyant et joue avec ses coéquipiers. ». Malgré sa bonne vision du jeu et la précision de ses passes et centres, il oublie parfois de donner le ballon. On lui reproche de ralentir le jeu. Ses principales qualités restent cependant son dribble, son intelligence de jeu et sa polyvalence.
Avec l'arrivée au Stade de Reims de Léon Glovacki en 1952, Bram Appel passe sur le côté droit de l'attaque et laisse sa place au centre à Kopa. Raymond Kopa n'est pas un avant centre classique, il ne dispute pas les ballons de la tête aux défenseurs et joue en retrait pour avoir une distance avec les défenseurs, prendre de la vitesse et dribbler ses adversaires. Cela lui permet également d'éviter les contacts, même s'il prend beaucoup de coups des joueurs adverses, étant parfois la cible de l'entraîneur des joueurs qui s'opposent à lui. Lorsqu'il évolue sur le côté droit de l'attaque, il reste meneur de jeu de l'équipe, même si son poids sur le jeu est moins important. Les joueurs cherchent le dribble de Kopa et l'équipe a tendance à jouer le plus souvent sur le côté où il se trouve.
Petit et rapide, Raymond Kopa est surnommé Kopita par les supporteurs madrilènes, ce qui signifie le petit Kopa. À Madrid, où il n'est pas le meneur de jeu, Alfredo Di Stéfano contrôlant le jeu des Madrilènes, Raymond Kopa touche moins de fois le ballon. Il fait néanmoins des passes aux avant-centres et offre régulièrement des buts. Il lui arrive de jouer quelquefois comme attaquant de pointe central et de marquer mais son petit gabarit lui fait préférer le côté afin de prendre moins de coups.
Raymond Kopa marque aussi lui-même et est l'un des meilleurs buteurs de l'histoire de l'équipe de France. Après le match de Coupe du monde contre la Yougoslavie, il est critiqué et décrit comme « trop petit, trop joueur, trop égoïste ».

## Palmarès et records
Raymond Kopa est finaliste de la Coupe des clubs champions européens en 1956 avec le Stade de Reims et s'incline devant le Real Madrid qu'il rejoint à la fin de la saison. Avec le club madrilène, il devient le premier Français à remporter la compétition majeure européenne, qu'il gagne trois fois d'affilée, en 1957, 1958 et 1959. Kopa gagne également deux championnats à Madrid en 1957 et 1958. Il participe au succès du club espagnol en Coupe Latine en 1957, trophée qu'il a déjà remporté en 1953 sous les couleurs du Stade de Reims. Il est quatre fois champion de France avec Reims en 1953, 1955, 1960 et 1962, deux fois vice-champion en 1954 et 1963, champion de division 2 en 1966 et vainqueur du Challenge des champions en 1955. Il a également remporté la Coupe Charles Drago 1954 avec Reims. Il a marqué 75 buts en 346 matches de D1 française. Le seul trophée français qui lui manque est la Coupe de France que Reims remporte en 1950, une saison avant l'arrivée de Kopa au club, et en 1958, juste avant le retour de Kopa du Real.
Raymond Kopa est le premier Français à recevoir le Ballon d'or en 1958 lors de la troisième remise du prix. Lors des deux premières éditions, en 1956 et 1957, le joueur termine troisième. Il échoue de peu en 1959, terminant deuxième. Kopa est, avec Lionel Messi et Cristiano Ronaldo, le seul joueur à avoir figuré quatre saisons consécutives parmi les trois premiers du classement du Ballon d'or. Il est élu champion des champions français par le journal L'Équipe en 1955 et 1958, étoile d'or France Football en D1 en 1959-1960. Il est lauréat du Prix Henri Deutsch de la Meurthe de l'Académie des sports en 1958, récompensant un fait sportif pouvant entraîner un « progrès matériel, scientifique ou moral » pour l’humanité. Il se classe troisième joueur français du siècle dans le classement L'Équipe en 2000. En 2004, il est nommé au FIFA 100. Raymond Kopa est fait chevalier de la Légion d'honneur le 30 novembre 1970 pour l'ensemble de sa carrière. La croix lui est remise à Reims par Henri Germain, en présence d'Albert Batteux. Il est un des premiers joueurs de football à recevoir cette distinction. Le 17 mars 2008, il est promu officier de la Légion d'honneur. Le 5 février 2011 à Reims, il reçoit des mains de Michel Platini le « Prix du Président de l'UEFA 2010 » (attribué à de grands joueurs ayant évolué sur le continent européen).
Il est choisi meilleur joueur de la Coupe du monde 1958 bien que ce soit Just Fontaine qui ait inscrit treize buts lors de la Coupe du monde. Lors de cette compétition, il finit troisième avec l'équipe de France. Avec 45 sélections en équipe de France et 18 buts dont deux lors de la Coupe du monde 1958, il reste l'un des meilleurs buteurs de l'histoire de l'équipe de France de football. Il est six fois capitaine de l'équipe nationale entre 1952 et 1962.
Raymond Kopa est sélectionné deux fois dans une sélection internationale. En 1955, il est choisi pour jouer dans l'équipe du Continent face à l'Angleterre. En 1963, il est retenu dans l'équipe du Reste du monde pour rencontrer une nouvelle fois l'Angleterre qui s'impose 2-1. En ce 23 octobre 1963 à Wembley, il est associé à Ferenc Puskás, Djalma Santos, Svatopluk Pluskal, Lev Yachine, Ján Popluhár, Karl-Heinz Schnellinger, Milutin Šoškić, Josef Masopust, Luis Eyzaguirre, Jim Baxter, Uwe Seeler, Denis Law, Alfredo Di Stéfano, Eusébio et Paco Gento.

## Raymond Kopa dans la culture populaire
Premier Ballon d'or français, Raymond Kopa est l'une des célébrités sportives de premier plan des années 1950. Présent médiatiquement, il reçoit en 1955 le trophée du sportif le plus élégant de l'année des mains de l'actrice Jeanne Moreau. Son transfert au Real Madrid le fait passer dans une autre dimension.
En 1962, il devient le premier joueur de football à avoir sa statue de cire au musée Grévin.
En 1999, Norwich Union lance un spot télévisé réalisé par Bertrand Christophe avec Raymond Kopa. Conçu par l'agence Passion Company, on y voit le joueur sur un terrain de football pour promouvoir un contrat de prévoyance,.
Raymond Kopa a été promu au rang d'officier de la Légion d'honneur, le lundi 17 mars 2008 au Palais de l'Élysée.
Un film portrait lui est consacré : Champions de France - Raymond Kopa série Champions de France de Pascal Blanchard et Rachid Bouchareb, raconté par Louis Chedid en 2016[voir en ligne].
Dans le film français OSS 117 : Le Caire, nid d'espions de Michel Hazanavicius, sorti en 2005, le réalisateur fait une référence à Raymond Kopa. Dans la dernière scène, on voit OSS 117, joué par Jean Dujardin, lire Le Parisien libéré et un gros plan est fait sur le titre « Raymond Kopa quitte le FC Reims » et en sous-titre on lit : « Il rejoint le Real de Madrid ».

## Distinction et hommages
- Officier de la Légion d'honneur en 2008, chevalier en 1970
- En 2017, le stade d'Angers SCO, anciennement nommé Jean Bouin, est renommé Raymond Kopa.
- Statue réalisée par le sculpteur anglais Carl Payne devant le stade Auguste-Delaune à Reims[167] (inaugurée en décembre 2018).
- Depuis 2018, le Trophée Kopa est une récompense attribuée au meilleur joueur de football de moins de 21 ans de l'année.
- 45e du Top 100 des meilleurs joueurs de l'histoire Ligue des champions pour les 60 ans de la compétition, décerné par le magazine L'Équipe[168].
- En 2022, le magazine So Foot le classe dans le top 1000 des meilleurs joueurs du championnat de France, à la 21e place[169].

## Statistiques

### En club
Le tableau ci-dessous résume les statistiques en match officiel de Raymond Kopa durant sa carrière de joueur professionnel. Concernant les coupes nationales en France, les chiffres incluent chaque année la Coupe de France à laquelle s'ajoute ponctuellement la Coupe Drago,,,.
| Saison                | Club                  | Championnat           | Championnat | Championnat | Coupe(s) nationale(s) | Coupe(s) nationale(s) | Compétition(s) continentale(s) | Compétition(s) continentale(s) | Compétition(s) continentale(s) | France | France | Total | Total |
| Saison                | Club                  | Division              | M.          | B.          | M.                    | B.                    | Comp.                          | M.                             | B.                             | M.     | B.     | M.    | B.    |
| 1949-1950             | SCO Angers            | Division 2            | 30          | 7           | 1                     | 0                     | -                              | -                              | -                              | -      | -      | 31    | 7     |
| 1950-1951             | SCO Angers            | Division 2            | 30          | 7           | -                     | -                     | -                              | -                              | -                              | -      | -      | 30    | 7     |
| 1951-1952             | Stade de Reims        | Division 1            | 33          | 8           | 3                     | 3                     | -                              | -                              | -                              | -      | -      | 36    | 11    |
| 1952-1953             | Stade de Reims        | Division 1            | 33          | 13          | 1+2                   | 0                     | -                              | -                              | -                              | 7      | 4      | 43    | 17    |
| 1953-1954             | Stade de Reims        | Division 1            | 31          | 11          | 2+4                   | 1+2                   | -                              | -                              | -                              | 8      | 3      | 45    | 17    |
| 1954-1955             | Stade de Reims        | Division 1            | 31          | 11          | 3+2                   | 0                     | -                              | -                              | -                              | 4      | 4      | 40    | 15    |
| 1955-1956             | Stade de Reims        | Division 1            | 30          | 5           | 5                     | 4                     | C1                             | 7                              | 0                              | 5      | 2      | 47    | 11    |
| 1956-1957             | Real Madrid           | Primera División      | 22          | 6           | 2                     | 0                     | C1                             | 8                              | 2                              | -      | -      | 32    | 8     |
| 1957-1958             | Real Madrid           | Primera División      | 27          | 8           | 2                     | 1                     | C1                             | 7                              | 3                              | 6      | 3      | 42    | 15    |
| 1958-1959             | Real Madrid           | Primera División      | 30          | 10          | 5                     | 1                     | C1                             | 7                              | 1                              | 1      | 1      | 43    | 13    |
| 1959-1960             | Stade de Reims        | Division 1            | 36          | 14          | 5                     | 1                     | -                              | -                              | -                              | 6      | 1      | 47    | 16    |
| 1960-1961             | Stade de Reims        | Division 1            | 30          | 5           | 4                     | 2                     | C1                             | 1                              | 0                              | 3      | 0      | 38    | 7     |
| 1961-1962             | Stade de Reims        | Division 1            | 30          | 2           | 4+1                   | 0                     | -                              | -                              | -                              | 3      | 0      | 38    | 2     |
| 1962-1963             | Stade de Reims        | Division 1            | 34          | 1           | 4                     | 1                     | C1                             | 4                              | 2                              | 2      | 0      | 44    | 4     |
| 1963-1964             | Stade de Reims        | Division 1            | 25          | 2           | 4+1                   | 0                     | -                              | -                              | -                              | -      | -      | 30    | 2     |
| 1964-1965             | Stade de Reims        | Division 2            | 29          | 3           | 3                     | 1                     | -                              | -                              | -                              | -      | -      | 32    | 4     |
| 1965-1966             | Stade de Reims        | Division 2            | 27          | 3           | 7                     | 1                     | -                              | -                              | -                              | -      | -      | 34    | 4     |
| 1966-1967             | Stade de Reims        | Division 1            | 33          | 3           | 2                     | 1                     | -                              | -                              | -                              | -      | -      | 35    | 4     |
| 1968-1969             | Stade de Reims        | Division 2            | -           | -           | 1                     | 1                     | -                              | -                              | -                              | -      | -      | 1     | 1     |
| Total sur la carrière | Total sur la carrière | Total sur la carrière | 541         | 119         | 68                    | 20                    | -                              | 34                             | 8                              | 45     | 18     | 688   | 165   |

### En équipe de France
Le tableau ci-dessous résume les apparitions de Raymond Kopa sous le maillot de l'équipe de France A :
| Sélection | Date              | Compétition                        | Lieu                                     | Adversaire           | Score | But(s)         | Passes décisives | Notes     |
| --------- | ----------------- | ---------------------------------- | ---------------------------------------- | -------------------- | ----- | -------------- | ---------------- | --------- |
| 1         | 5 octobre 1952    | Match amical                       | Stade olympique Yves-du-Manoir, Colombes | Allemagne de l'Ouest | 3-1   |                | 0                | -         |
| 2         | 19 octobre 1952   | Match amical                       | Stade du Prater, Vienne                  | Autriche             | 2-1   |                | 0                | -         |
| 3         | 11 novembre 1952  | Match amical                       | Stade olympique Yves-du-Manoir, Colombes | Irlande du Nord      | 3-1   | 36e 89e        | 0                | -         |
| 4         | 16 novembre 1952  | Match amical                       | Dalymount Park, Dublin                   | République d'Irlande | 1-1   |                | 0                | -         |
| 5         | 25 décembre 1952  | Match amical                       | Stade olympique Yves-du-Manoir, Colombes | Belgique             | 0-1   |                | 0                | -         |
| 6         | 14 mai 1953       | Match amical                       | Stade olympique Yves-du-Manoir, Colombes | Pays de Galles       | 6-1   | 14e 37e        | 0                | -         |
| 7         | 11 juin 1953      | Match amical                       | Rasunda Stadium, Solna                   | Suède                | 0-1   |                | 0                | -         |
| 8         | 20 septembre 1953 | Qualification Coupe du monde       | Stade Municipal, Luxembourg              | Luxembourg           | 6-1   | 10e            | 1                | -         |
| 9         | 4 octobre 1953    | Qualification Coupe du monde       | Dalymount Park, Dublin                   | République d'Irlande | 5-3   |                | 1                | -         |
| 10        | 18 octobre 1953   | Match amical                       | Stade Maksimir, Zagreb                   | Yougoslavie          | 1-3   |                | 0                | -         |
| 11        | 11 novembre 1953  | Match amical                       | Stade olympique Yves-du-Manoir, Colombes | Suisse               | 2-4   |                | 1                | -         |
| 12        | 11 avril 1954     | Match amical                       | Stade olympique Yves-du-Manoir, Colombes | Italie               | 1-3   |                | 1                | -         |
| 13        | 30 mai 1954       | Match amical                       | Stade du Heysel, Bruxelles               | Belgique             | 3-3   | 70e            | 0                | -         |
| 14        | 16 juin 1954      | Coupe du monde                     | Stade de la Pontaise, Lausanne           | Yougoslavie          | 0-1   |                | 0                | -         |
| 15        | 19 juin 1954      | Coupe du monde                     | Stade des Charmilles, Genève             | Mexique              | 3-2   | 88e (pen.)     | 0                | -         |
| 16        | 16 octobre 1954   | Match amical                       | Niedersachsenstadion, Hanovre            | Allemagne de l'Ouest | 3-1   |                | 1                | -         |
| 17        | 11 novembre 1954  | Match amical                       | Stade olympique Yves-du-Manoir, Colombes | Belgique             | 2-2   | 75e 87e (pen.) | 0                | -         |
| 18        | 17 mars 1955      | Match amical                       | Chamartín, Madrid                        | Espagne              | 2-1   | 35e            | 0                | -         |
| 19        | 15 mai 1955       | Match amical                       | Stade olympique Yves-du-Manoir, Colombes | Angleterre           | 1-0   | 37e (pen.)     | 0                | -         |
| 20        | 9 octobre 1955    | Match amical                       | Stade Saint-Jacques, Bâle                | Suisse               | 2-1   | 24e (pen.)     | 0                | -         |
| 21        | 23 octobre 1955   | Match amical                       | Dynamo, Moscou                           | Union soviétique     | 2-2   | 29e            | 0                | -         |
| 22        | 11 novembre 1955  | Match amical                       | Stade olympique Yves-du-Manoir, Colombes | Yougoslavie          | 1-1   |                | 0                | -         |
| 23        | 25 décembre 1955  | Match amical                       | Stade du Heysel, Bruxelles               | Belgique             | 1-2   |                | 0                | -         |
| 24        | 15 février 1956   | Match amical                       | Communale, Bologne                       | Italie               | 0-2   |                | 0                | -         |
| 25        | 8 juin 1958       | Coupe du monde                     | Idrottsparken, Norrköping                | Paraguay             | 7-3   | 70e            | 3                | -         |
| 26        | 11 juin 1958      | Coupe du monde                     | Arosvallen, Västerås                     | Yougoslavie          | 2-3   |                | 0                | -         |
| 27        | 15 juin 1958      | Coupe du monde                     | Eyravallen, Örebro                       | Écosse               | 2-1   | 22e            | 0                | -         |
| 28        | 19 juin 1958      | Coupe du monde                     | Idrottsparken, Norrköping                | Irlande du Nord      | 4-0   |                | 3                | -         |
| 29        | 24 juin 1958      | Coupe du monde                     | Råsunda, Solna                           | Brésil               | 2-5   |                | 2                | -         |
| 30        | 28 juin 1958      | Coupe du monde                     | Ullevi, Göteborg                         | Allemagne de l'Ouest | 6-3   | 27e (pen.)     | 2                | -         |
| 31        | 1er octobre 1958  | Qualification Championnat d'Europe | Parc des Princes, Paris                  | Grèce                | 7-1   | 23e            | 1                | -         |
| 32        | 11 octobre 1959   | Match amical                       | Stade national Vassil Levski, Sofia      | Bulgarie             | 0-1   |                | 0                | -         |
| 33        | 11 novembre 1959  | Match amical                       | Stade olympique Yves-du-Manoir, Colombes | Portugal             | 5-3   |                | 0                | -         |
| 34        | 13 décembre 1959  | Qualification Championnat d'Europe | Stade olympique Yves-du-Manoir, Colombes | Autriche             | 5-2   |                | 0                | -         |
| 35        | 17 décembre 1959  | Match amical                       | Parc des Princes, Paris                  | Espagne              | 4-3   |                | 2                | -         |
| 36        | 28 février 1960   | Match amical                       | Stade du Heysel, Bruxelles               | Belgique             | 0-1   |                | 0                | Capitaine |
| 37        | 27 mars 1960      | Qualification Championnat d'Europe | Stade du Prater, Vienne                  | Autriche             | 4-2   | 84e (pen.)     | 1                | Capitaine |
| 38        | 30 octobre 1960   | Match amical                       | Råsunda, Solna                           | Suède                | 0-1   |                | 0                | Capitaine |
| 39        | 15 mars 1961      | Match amical                       | Parc des Princes, Paris                  | Belgique             | 1-1   |                | 0                | -         |
| 40        | 2 avril 1961      | Match amical                       | Chamartín, Madrid                        | Espagne              | 0-2   |                | 0                | Capitaine |
| 41        | 18 octobre 1961   | Match amical                       | Stade du Heysel, Bruxelles               | Belgique             | 0-3   |                | 0                | -         |
| 42        | 11 avril 1962     | Match amical                       | Parc des Princes, Paris                  | Pologne              | 1-3   |                | 1                | Capitaine |
| 43        | 5 mai 1962        | Match amical                       | Stadio Communale, Florence               | Italie               | 1-2   |                | 1                | Capitaine |
| 44        | 3 octobre 1962    | Qualification Championnat d'Europe | Hillsborough, Sheffield                  | Angleterre           | 1-1   |                | 1                | -         |
| 45        | 11 novembre 1962  | Match amical                       | Stade olympique Yves-du-Manoir, Colombes | Hongrie              | 2-3   |                | 0                | -         |

Légende
- Coupe du monde
- Qualifications à la Coupe du monde
- Qualification au championnat d'Europe
- Victoire
- Nul
- Défaite